# Sumitomo Electric Industries
Sumitomo Electric Industries (яп. 住友電気工業) — японська компанія електротехнічної промисловості. Входить до кейрецу Sumitomo Group. Компанія займає 409 місце в Fortune Global 500 (2011).

## Історія
Історія компанії починається в 1897 році, коли Sumitomo Group купує Nihon Seido Co., Ltd. для виходу на ринок мідного дроту.
В 1908 компанія починає виробляти силові кабелі, в 1909 — телекомунікаційні.
В 1911 виробництво кабелів групи Sumitomo виділяється в окрему структуру — Sumitomo Electric Wire & Cable Works. У тому ж році були вироблені перші японські підземні високовольтні кабелі (на 11 тис. вольт).
В 1916 відчиняється новий завод компанії в Осаці.
В 1920 компанія проходить процедуру акціонування і виступає в технічний союз з американською Western Electric.
В 1941 відкривається новий завод в Ітамі. Двома роками пізніше компанія освоює виробництво гумових виробів.
В 1957 компанія починає виробництво перших в Японії побутових телевізійних антен.
В 1961 відкривається черговий завод компанії в Йокогамі. У тому ж році компанія починає поставки проводки для автомобільної промисловості.
В 1969 компанія розширює географію власного виробництва за рахунок відкриття заводу в Таїланді. У тому ж році починається виробництво гнучких друкованих плат.
В 1971 відчинений завод в регіоні Канто. У 1974 році запущено виробництво оптоволоконного кабелю.
В 1982 інженери компанії створюють синтетичні монокристалічні алмази розміром 1,2 карата, що було зафіксовано в Книзі рекордів Гіннесса.
На початку двохтисячних багато виробництв компанії виділяються в окремі дочірні структури.

## Компанія сьогодні
Наразі компанія має в своєму розпорядженні три власні виробництва: в Осаці, Ітамі і Йокогамі.
Крім традиційної продукції різних кабелів — від звичайних до оптоволоконних, компанія виробляє датчики обертання коліс і системи управління руху для автомобільної промисловості, напівпровідникові сполуки, синтетичні алмази, елементи акумуляторів і багато іншого.